# Auferstehungstor

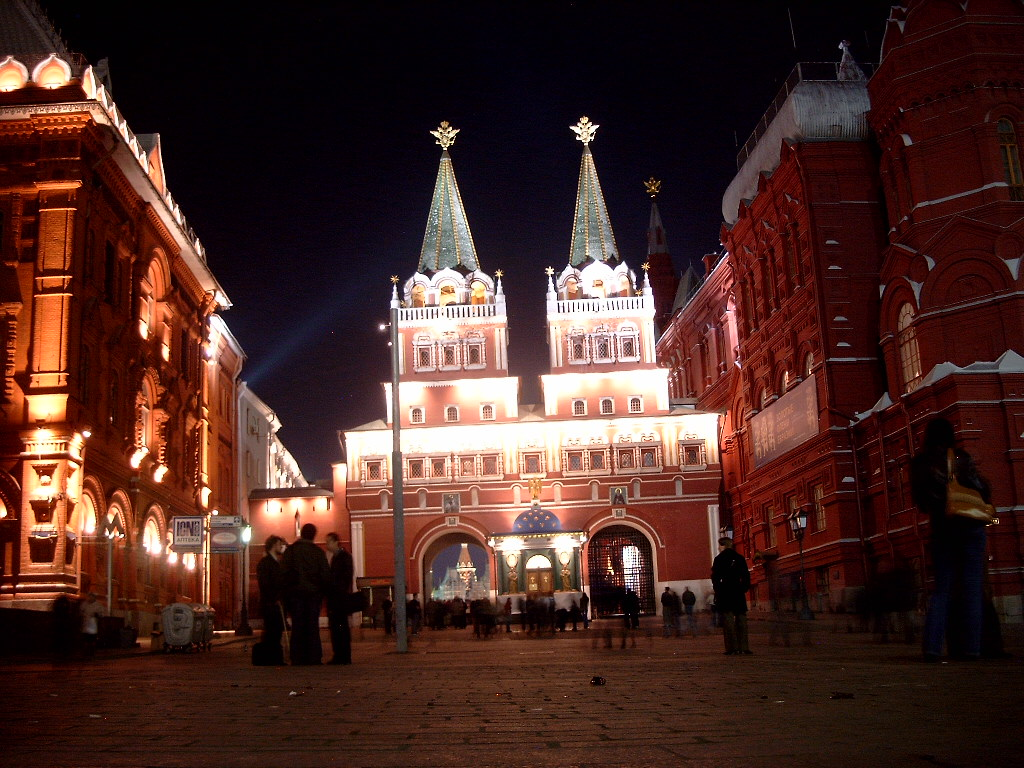
Das rekonstruierte Auferstehungstor

Das Auferstehungstor (russisch Воскресенские ворота / Woskresenskije worota) ist ein zentral gelegenes Moskauer Stadttor. Seinen Namen erhielt es von einer Ikone, die die Auferstehung Christi darstellte. Das aus dem Jahre 1680 stammende Original wurde 1931 beseitigt, von 1995 bis 1996 wurde eine bauliche Rekonstruktion errichtet.
Das Auferstehungstor, eines der traditionellen Wahrzeichen der Moskauer Innenstadt, wurde 1931 abgerissen, weil es die Durchfahrt für größere Militärfahrzeuge zum Roten Platz behinderte. Dies war vor allem in Hinblick auf die alljährlich zum Jahrestag der Oktoberrevolution abgehaltenen Militärparaden von Bedeutung. Im Zuge der Tendenzen einer Wiedergewinnung von im Stalinismus zerstörtem Traditionserbe wurde 1995–1996 eine weitgehend originalgetreue Kopie des Tores errichtet. Ein in den Boden vor dem Tor eingelassener Messingstern markiert den „Kilometer null“ der auf Moskau bezogenen russischen Entfernungstabellen.